# Derlis Rodríguez
Derlis Osmar Rodríguez Maciel (nacido el 18 de septiembre de 1997 en Capiatá, Paraguay) es un futbolista paraguayo que juega como centrocampista en el Club Cerro Porteño de la Primera División de Paraguay.

## Trayectoria

### Inicios y debut profesional
Rodríguez se formó en las categorías inferiores del Club Libertad. Debutó en la Primera División de Paraguay el 27 de noviembre de 2015, en la derrota de Libertad 1-0 ante Rubio Ñu partido en el cual Rodríguez también se fue expulsado por doble amarilla a los 80 minutos. Durante su paso por Libertad, tuvo pocas oportunidades en el primer equipo, disputando 5 encuentros sin anotar goles.

### Deportivo Santaní y Tacuary
En 2018, fichó por el Deportivo Santaní, donde jugó 20 partidos y marcó 2 goles. Su rendimiento lo llevó a firmar con Tacuary en 2021, donde se consolidó como una pieza clave del equipo.

### Cerro Porteño
El 7 de junio de 2024, se anunció su incorporación al Club Cerro Porteño, que adquirió el 80% de sus derechos federativos. Firmó un contrato por tres temporadas.

## Estadísticas

### Clubes
Actualizado a febrero 2025.
| Temporada     | Equipo             | Liga                | Liga | Liga  | Copas nacionales | Copas nacionales | Copas nacionales | Copas continentales | Copas continentales | Copas continentales | Total | Total |
| Temporada     | Equipo             | Comp                | Part | Goles | Comp             | Part             | Goles            | Comp                | Part                | Goles               | Part  | Goles |
| ------------- | ------------------ | ------------------- | ---- | ----- | ---------------- | ---------------- | ---------------- | ------------------- | ------------------- | ------------------- | ----- | ----- |
| 2015-2017     | Club Libertad      | Primera División    | 5    | 0     | -                | -                | -                | -                   | -                   | -                   | -     | -     |
| 2018          | Deportivo Santaní  | Primera División    | 20   | 2     | -                | -                | -                | -                   | -                   | -                   | -     | -     |
| 2021          | Tacuary            | División Intermedia | 1    | 1     | Copa Paraguay    | 2                | 1                | -                   | -                   | -                   | 3     | 2     |
| 2022-2024     | Tacuary            | Primera División    | 60   | 11    | Copa Paraguay    | 2                | 1                | Copa Sudamericana   | 2                   | 0                   | 64    | 12    |
| 2024-2025     | Club Cerro Porteño | Primera División    | 21   | 2     | Copa Paraguay    | 0                | 0                | Copa Libertadores   | 1                   | 0                   | 22    | 2     |
| Total carrera | Total carrera      | Total carrera       | 107  | 14    |                  | 4                | 2                |                     | 3                   | 0                   | 89    | 16    |

## Palmarés

### Títulos nacionales
| Competición                                | Club               | Año        |
| ------------------------------------------ | ------------------ | ---------- |
| Campeón División Profesional (Apertura)    | Club Libertad      | 2016, 2017 |
| Subcampeón División Profesional (Apertura) | Club Cerro Porteño | 2024       |